# Малая Кадыгробовка
Ма́лая Кадыгро́бовка (укр. Мала Кадигробівка) — село в Валковской городской общине Богодуховского района Харьковской области Украины.
Код КОАТУУ — 6321282506. Население по переписи 2001 г. составляет 20 (8/12 м/ж) человек.

## Географическое положение
Село Малая Кадыгробовка находится на расстоянии в 1 км от сёл Замиськое, Рудой Байрак, Щербиновка и Перепелицевка.

## История
- 1700 - приблизительная дата основания Замоського (центра сельсовета) с сайта Верховной Рады. Дата основания данного хутора - ?
- В 1940 году, перед ВОВ, на хуторе Малая Кадыгробовка были 27 дворов и четыре ветряные мельницы.[1]